# La Vilavella (Villanueva de Alcolea)
La Vilavella es el nombre que recibe un yacimiento arqueológico que solamente aparece en el SIAP dentro del catálogo general, sin aportar más información salvo el hecho de adscribirlo a la cultura islámica i medieval cristiana. Pese a ello, nuevas investigaciones han revelado la presencia de restos cerámicos perteneciente al Círculo del Estrecho de la época fenicia, por lo que podría datarse alrededor del siglo VII a. C. Está catalogado de manera genérica como Bien de Interés Cultural con código 12.05.132-017, y se sitúa al sur de la población de Villanueva de Alcolea, cerca de la CV13.